# Junix
Junix is een geslacht van libellen (Odonata) uit de familie van de Protoneuridae.

## Soorten
Junix omvat 1 soort:
- Junix elumbis Rácenis, 1968